# 國家社會主義學會
國家社會主義學會是台灣的一個新納粹主義組織。該組織原為一納粹愛好者創立的網站，於1997年創立。在東吳大學政治學系延畢女學生許娜綺加入後，開始擴大宣傳，並於2002開始由數名執筆人以電子報專欄方式發行「國家社會主義雙週刊」。2003年改組為「國家社會主義學會」，並組織「執行委員會」（簡稱：執委會）為最高決策機構。该组织沒有向中華民國內政部登記为政黨。该组织声称，其宗旨为研究納粹主義（尤其是希特勒）的優點，崇拜希特勒的福利國家模式；主張「納粹」是德文「Nazi」的中文音譯，其本義即是「國家社會主義」，以「國家至上」。2007年時，該組織網站登記成員有成员約1400人，核心成員約20多人，还有800人表示想加入。该组织表示对政局惡鬥不滿。

## 學會組織
國家社會主義學會的中央組織參照內閣制，設「執行委員會」（下稱：執委會）綜理會務。有委員長一人，由執行委員互選產生。執委會委員共六員，兼任「部長」。六部為：政治部、宣傳部、外務部、財務部、內務部等。議決事項，委員長不投票；如有同票情形，才由委員長投下關鍵的第七票。執委會每季開會一次，議決學會內部事宜，並且以影子內閣角度就當時的政治議題進行討論和針砭。
- 政治部：掌理思想研究，負責開立書單、帶領導讀課程、編寫學術文章。
- 宣傳部：掌理宣傳招募，負責編寫電子報《國家社會主義雙週刊》，以及在公共場合派發宣傳單、即席演說，以及在其他政治討論網站討論政治議題。
- 外務部：負責聯絡其他政治團體，或將理念類似的其他團體直接吸納。
- 財務部：負責收支，並保管學會「黨費」。
- 內務部：掌理人事，收集整理內部會員個資、保管黨章、製作並保管內部會議記錄。
- 第六部：對外保密，負責機要事宜。

以上各部有部長（並兼執委）一人，成員兩到三人，負責執行執委會決議之一般任務。部長由一般會員選舉產生，各部成員由部長任命。
國家社會主義學會的地方組織，按照德國1920年代納粹黨各「道」（Gau）的模式組織。若某地能夠找到五名黨員，即可產生一「地方黨部」，並提請執委會委員長任命地方黨部負責人。地方黨部聽命於執委會，但可以獨立辦理宣傳、招募及行政事宜。財務則完全由中央管理。至2007年時，有台北黨部、台中黨部、高雄黨部等。
國家社會主義學會付費會員可以領取一枚黨徽。黨徽編號第7號留空，以示尊榮。

## 國家社會主義雙週刊
《國家社會主義雙週刊》（下稱：《國社雙週刊》）為國社學會每月第一、三週於網路上發行之電子報，2002年8月開始發行。最早是由許娜綺主筆（因此她後來任職宣傳部長），並由宣傳部成員趙威擔任編輯。其內容有希特勒自傳《我的奮鬥》導讀、時事評析，以及若干宣傳文宣。電子報內容也開放一般學會會員投稿。在2004年許娜綺改選為委員長、趙威擔任宣傳部長期間，電子報內容以政治哲學、時事評論為主，功能也從一開始的對外文宣改為對組織內部會員的政治思想訓練為主；許娜綺表示，這時的文風可以說是「國家社會主義學校」。

## 黨內規定綱領
- 彌平藍綠紛爭；台灣應該團結拓同一個旗幟之下，不應內鬥。
- 推行國家社會主義運動，以增強我國總體實力，抵拉他國打壓。不必要的軍事、外交開支以及貪腐情況都要剪除，把錢花在建設國家上。
- 因此，我們要推行經濟、農工的改革，將台灣帶上富強的道路。我們要比的是誰會建設國家，而不是比誰愛台灣；建設有用，愛台無用。愛台灣不過是口號，只會牽手是不行的。

## 爭議
由於國社學會吸納許多極右翼類似團體加入，成員雖眾但組成複雜：其中有深綠、深藍，也有行為激進者。學會以反共為主要核心議題，企圖打造一個團結藍綠的新視角。但部份激進成員往往計畫以暴力方式「謀取政權」，執委會只能以「先開導、後開除」方式處理。
國社學會創立十年之後，受到美聯社、路透社和明鏡週刊的關注，駐台北以色列經濟文化辦事處代表甘若飛（Rafi Gamzo）表達嚴正抗議，認為這是對魔鬼的崇拜，並稱這是一個令人不安和令人擔憂的現象，他表示：「我認為台灣的教育部門應該質疑這群年輕人，那些有學術背景的年輕人卻選擇崇拜那位可怕的阿道夫·希特勒。」對此，該團體的創辦者許娜綺表示，他們並非反猶分子，只是希望促進2300萬台灣人的民族團結。而人權組織西蒙·維森塔爾中心也於2007年3月13日對此表達抗議，對此許娜綺也宣稱「我們想研究希特勒好的觀點，不要研究他的屠殺。」德國之聲記者採訪被拒絕後表示其論壇網域名為twnazi，約有1370名註冊會員。

## 相關看法
前東吳大學政治學系教授盛治仁表示：「台灣人不太明白納粹主義，他們（指該組織）不是真正的種族主義或反猶主義，他們甚至不知道這是什麼意思。」對於許娜綺這個人，盛治仁說：「我幾乎沒有記得她，她在課堂上很安靜，不是那種給人留下印象的學生。」
國立臺灣大學政治學系教授葛永光分析，台灣陷入政黨惡鬥，加上社會失序、經濟衰退，讓許多抱持理想、剛踏入職場的青年受挫，對現實不滿，因而對民主制度產生質疑，才會轉向支持國家社會主義尋求慰藉。 
國立高雄科技大學兼任助理教授陳清泉表示，台灣曾有大學延畢女學生自組國家社會主義學會，高呼「希特勒萬歲」，主張台灣人的優良血統，藉此歧視外籍移工的言行，與當年納粹黨的激進主張如出一轍，引來社會和輿論撻伐。

## 外部連結
- 國家社會主義學會-National Socialism Society的Facebook專頁
- Feature: `Nazi' group seeks NGO status（页面存档备份，存于）